# Regeringen Fonnesbech
Regeringen Fonnesbech var Danmarks regering 14. juli 1874 – 11. juni 1875.
Ændringer: 1. august 1874, 26. august 1874
Den bestod af følgende ministre:
- Konseilspræsident og Finansminister: C.A. Fonnesbech
- Udenrigsminister: O.D. Rosenørn-Lehn
- Indenrigsminister: F.C.H.E. Tobiesen
- Justitsminister: C.S. Klein – tillige Minister for Island fra 1. august 1874
- Minister for Kirke- og Undervisningsvæsenet: J.J.A. Worsaae
- Krigsminister:

N.F. Ravn til 26. august 1874, derefter
P.F. Steinmann
- Marineminister: N.F. Ravn